# Louis Schweitzer (filantropo)
Louis Schweitzer (1900), foi um filantropo e industrial estadunidense nascido na Rússia.

## Histórico
Schweitzer adquiriu a estação de rádio WBAI de Theodore Deglin por US$ 34.000 in 1957. Idealista e excêntrico, e entusiasta de longa data por rádio, Schweitzer administrou a rádio como um hobby pessoal e empreendimento artístico, divulgando as últimas novidades em música, política e ideias.
Schweitzer encarava o rádio como uma forma de arte, mas tornou-se cada vez mais desiludido com o aspecto comercial a medida que a WBAI tornava-se mais bem sucedida. Depois de ler sobre a KPFA e a Pacifica Radio em Los Angeles, Schweitzer decidiu doar a WBAI (a qual estava então avaliada em torno de US$ 200.000) para a Pacifica, e assim procedeu em janeiro de 1960. A WBAI tornou-se a segunda estação da Pacifica.

## Excentricidades
Outras atividades filantrópicas de Schweitzer incluíam a doação de 1% de sua renda anual para as Nações Unidas, e a compra ex gratia de uma barbearia em prol do barbeiro que anteriormente alugava as instalações. Schweitzer somente exigiu como compensação um corte de cabelo grátis depois do horário comercial, sempre que precisasse.
Schweitzer também propôs uma resolução de "desarmamento juvenil" para a ONU, pela qual armas de brinquedo e pistolas d'água seriam proibidas como um passo inicial rumo ao desarmamento efetivo e ao controle de armas. Em resposta às críticas de que esta era uma proposta ingênua e quixotesca, Schweitzer declarou: "os ingênuos herdarão a terra, porque os realistas têm feito um péssimo trabalho".